# Communauté indienne de Lower Sioux

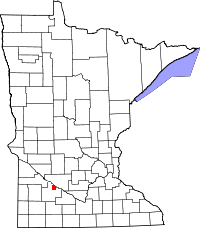
Réserve des Lower sioux indian

Lower Sioux (Dakota : Cansa'yapi; Lakota : Čhaŋšáyapi), également appelée réserve tribale de Mdewakanton, est une réserve indienne américaine située dans le Minnesota, habitée par des Sioux. La réserve indienne inférieure des Sioux est située le long de la rive sud de la rivière Minnesota, dans les municipalités de Paxton et de Sherman, dans le comté de Redwood. Son siège administratif est à deux miles au sud de Morton. La réserve est située au sud-est de Redwood Falls, le siège du comté.

## Histoire
La région a été créée dans le cadre d'une réserve des bandes de Mdewakanton et de Wahpekute du Bas-Sioux en vertu du Traité de Traverse des Sioux de 1851 avec le gouvernement fédéral. À l'origine, il s'étendait sur environ 110 km le long de la rivière Minnesota et faisait 30 km de large. 
Le territoire a été considérablement réduit après la guerre des Sioux de 1862 (également connue sous les noms de soulèvement des Sioux, révolte des Dakotas ou encore guerre de Little Crow). Au recensement de 2000, cette réserve inférieure avait une population de 335 habitants et une superficie de 2,705 km2. La zone autour de la réserve est principalement rurale, développée au XXIe siècle pour les cultures agricoles de maïs et de soja. La conversion des ruisseaux de la région en fossés agricoles a également modifié l'habitat et réduit la diversité de l'écologie.

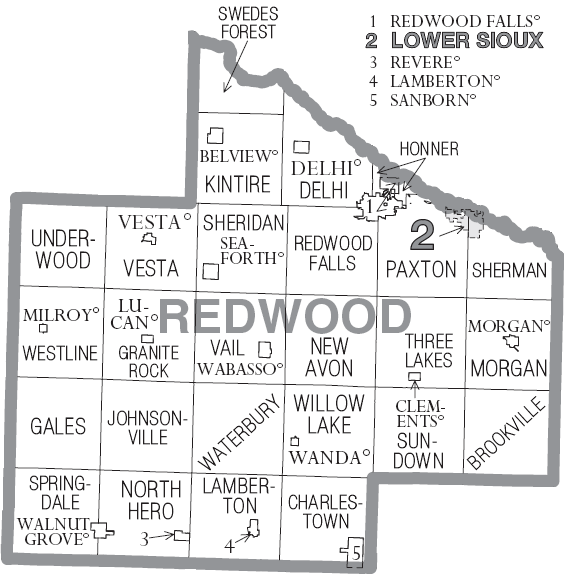
Carte des communes du comté de Redwood.

### Efforts de résiliation
Entre les années 1940 et 1960, le gouvernement des États-Unis (y compris le Congrès) avait pour politique de mettre fin aux tribus, c'est-à-dire de mettre fin aux relations spéciales qu'elles entretenaient avec le gouvernement fédéral. On croyait que les tribus sélectionnées sembleraient s’être adaptées avec succès à la culture dominante: dans le processus, toutes les terres communales seraient distribuées à des ménages individuels et les individus deviendraient des résidents de leurs comtés et états respectifs, et de leur juridiction.
Quatre tribus amérindiennes (chacune associée à des réserves distinctes) du Minnesota furent appelées à disparaître dans les années 1950. Une note de service du BIA datée du 19 janvier 1955, publiée par le ministère de l'Intérieur, indiquait que de nouvelles législations étaient envisagées pour les tribus qui étaient principalement des Dakota du sud du Minnesota, y compris la Réserve indienne inférieure des Sioux dans les comtés de Redwood et Scott, la communauté indienne d'Upper Sioux du comté de Yellow Medicine, ainsi que celles de la communauté indienne de Prairie Island  du comté de Goodhue et une quinzaine de personnes vivant dans des zones réglementées du comté de Yellow Medicine.
Les discussions entre la BIA et les Indiens tribaux de la région ciblée ont débuté en 1953 et se sont poursuivies tout au long de 1954. Bien que les communautés des Prairies et des Sioux inférieurs aient rédigé des accords pour la distribution de terres à des ménages et à des propriétaires, les Sioux supérieurs s’opposaient fermement au titre en fief simple terres tribales. Le 26 janvier 1955, le sénateur Edward John Thye a présenté un projet de loi (S704) prévoyant la dissolution des tribus. Outre l'opposition des Dakota, les résidents de la région se sont opposés à la résiliation, affirmant que les dépenses des comtés et des États pourraient augmenter pour les zones alors réservées, et ils se sont opposés à ce que le comité examine le projet de loi. La Commission des droits de l'homme du gouverneur du Minnesota s'est également opposée à la législation, indiquant qu'elle "ne protégerait pas de manière adéquate les intérêts des Indiens.

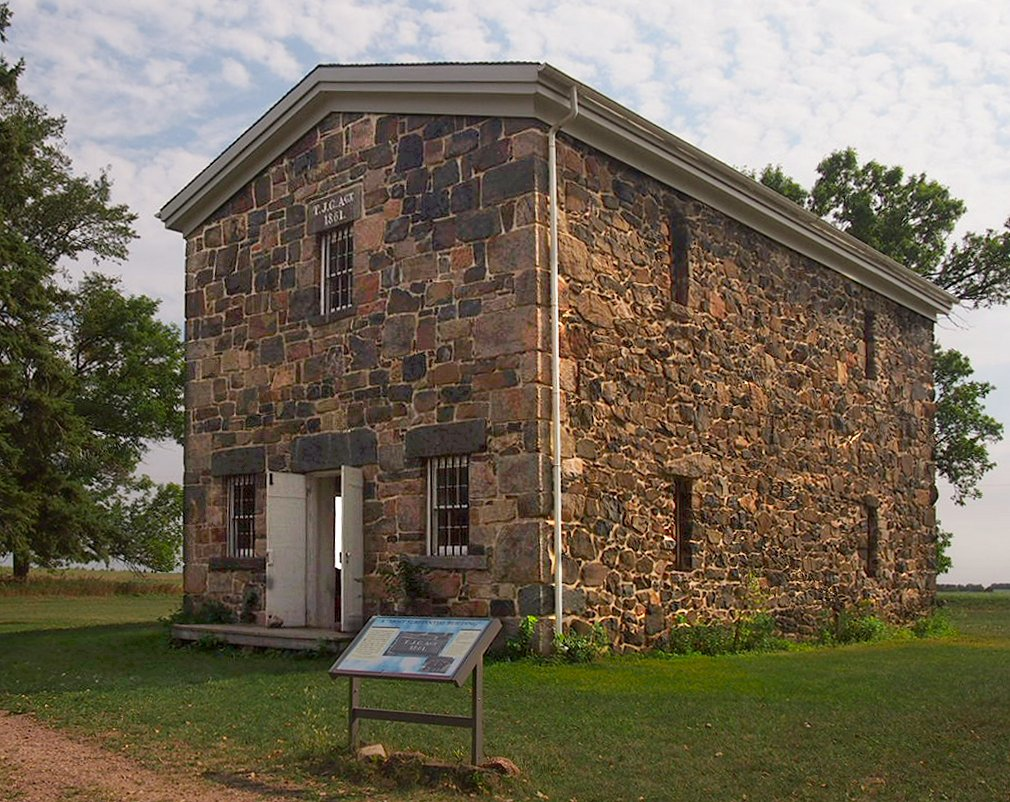
Entrepôt historique de l'agence Lower Sioux Agency

### Entreprises tribales
La tribu de Mdewakanton exploite le Jackpot Junction Casino Hotel (en), qui a été inauguré en 1984. Le casino est devenu l'employeur principal des communautés environnantes. L'agence fédérale Lower Sioux (en), qui était le centre administratif fédéral de la réserve (un site historique situé dans la réserve à la suite de la guerre du Dakota en 1862) a vu sa gestion confiée en partenariat avec la Minnesota Historical Society. La Minnesota Historical Society (Société d'Histoire du Minnesota) est une société à but non lucratif dont le but est la préservation des lieux et objets historiques de l'État du Minnesota.
Le Hôtel-casio Jackpot Junction fut le premier casino du Minnesota. En plus des zones de jeu, Jackpot Junction inclut trois bars, trois restaurants, un amphithéâtre pour les spectacles et deux grandes salles de bal. La musique live est jouée chaque week-end, généralement de la country et parfois du rock. Le casino est ouvert vingt-quatre heures par jour, sept jours par semaine.

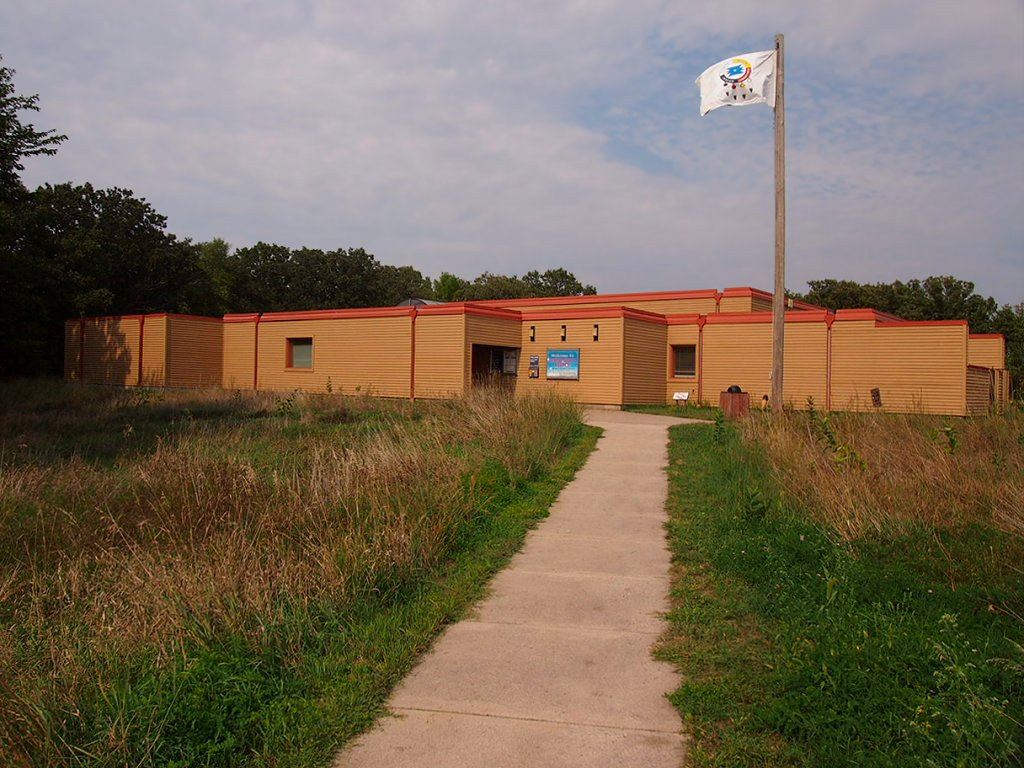
Centre d'information de l'agence Lower Sioux Agency

## Démographie
Sa population s'élève en 2016 à 375 habitants selon l'American Community Survey.
| Groupe            | Lower Sioux | Minnesota | États-Unis |
| ----------------- | ----------- | --------- | ---------- |
| Amérindiens       | 90,5        | 1,1       | 0,9        |
| Blancs            | 7,2         | 85,3      | 72,4       |
| Métis             | 1,2         | 2,4       | 2,9        |
| Autres            | 1,2         | 11,2      | 23,8       |
| Total             | 100         | 100       | 100        |
|                   |             |           |            |
| Latino-Américains | 6,7         | 4,7       | 16,7       |

Selon l'American Community Survey, pour la période 2011-2015, 93,04 % de la population âgée de plus de 5 ans déclare parler l'anglais à la maison, 5,93 % le dakota et le lakota et 1,03 % une autre langue.

## Localités
Morton : cette ville est à 95 km au sud-ouest de Minneapolis. C'est le siège administratif de la Communauté indienne de Lower Sioux. La population était de 411 au recensement de 2010.

## Transports
L' U.S. Route 2 (aussi appelée U.S. Highway 2, abrégé en US 2) est une route qui traverse le nord des États-Unis d'est en ouest. La route 2 du comté traverse la réserve et la relie à la route U.S. Route 71 (officiellement U.S. Route 71) est une autoroute de type U.S. Route d'axe Nord/Sud, longue de 2 466 km (1 532 miles), et à la U.S. Route 19 (aussi appelée U.S. Highway 19, abrégée en US 19) est une autoroute américaine de plus de 2 300 km, qui connecte le Golfe du Mexique au lac Érié.